# Welcome to the Club (Ian Hunter)
Welcome to the Club è il primo album live di Ian Hunter. Dopo l'inaspettato successo di You're Never Alone with a Schizophrenic, la Chrysalis ha voluto cogliere il momento per pubblicare un altro album. Siccome Hunter non aveva mai scritto canzoni durante il tour, l'uscita discografica fu un album live, registrato alla fine del 1979 durante il tour negli Stati Uniti. Sono comunque incluse nell'album quattro tracce inedite registrate in studio.

## Tracce

### Lato 1
1. "F.B.I" (Peter Gormley) – 3:51
2. "Once Bitten Twice Shy" – 5:25
3. "Angeline" – 4:56
4. "Laugh at Me" (Sonny Bono) – 3:40
5. "All the Way From Memphis" – 3:33

### Lato 2
1. "I Wish I Was Your Mother" – 6:47
2. "Irene Wilde" – 4:13
3. "Just Another Night" (Hunter, Mick Ronson) – 6:03
4. "Cleveland Rocks" – 6:01

### Lato 3
1. "Standin' in My Light" – 5:49
2. "Bastard" – 8:12
3. "Walking With a Mountain/Rock 'n' Roll Queen" (Hunter, Mick Ralphs) – 4:19
4. "All the Young Dudes" (David Bowie) – 3:30
5. "Slaughter on Tenth Avenue" (Richard Rodgers) – 2:25

### Lato 4
1. "We Gotta Get Out of Here" – 3:14
2. "Silver Needles" – 5:56
3. "Man O' War" (Hunter, Ronson) – 4:19
4. "Sons and Daughters" – 5:04

## Riedizione in CD

### Disco 1
1. "F.B.I" (Peter Gormley) – 3:51
2. "Once Bitten Twice Shy" – 5:25
3. "Angeline" – 4:56
4. "Laugh at Me" (Sonny Bono) – 3:40
5. "All the Way From Memphis" – 3:33
6. "I Wish I Was Your Mother" – 6:47
7. "Irene Wilde" – 4:13
8. "Just Another Night" (Hunter, Mick Ronson) – 6:03
9. "Cleveland Rocks" – 6:01
10. "Standin' in My Light" – 5:49
11. "Bastard" – 8:12

### Disco 2
1. "Walking With a Mountain/Rock 'n' Roll Queen" (Hunter, Mick Ralphs) – 4:19
2. "All the Young Dudes" (David Bowie) – 3:30
3. "Slaughter on Tenth Avenue" (Richard Rodgers) – 2:25
4. "One of the Boys" (Hunter, Ralphs) – 7:36
5. "The Golden Age of Rock 'n' Roll" – 4:01
6. "When the Daylight Comes" – 9:00
7. "Medley: Once Bitten Twice Shy/Bastard/Cleveland Rocks" – 6:10
8. "We Gotta Get Out of Here" – 3:14
9. "Silver Needles" – 5:56
10. "Man O' War" (Hunter, Ronson) – 4:19
11. "Sons and Daughters" – 5:04

## Musicisti
- Ian Hunter: voce
- Mick Ronson: chitarra
- Tommy Mandel: tastiere
- Martin Briley: basso
- Eric Parker: batteria
- George Meyer: tastiere, voce e sax
- Ellen Foley: voce